# 蘇納河

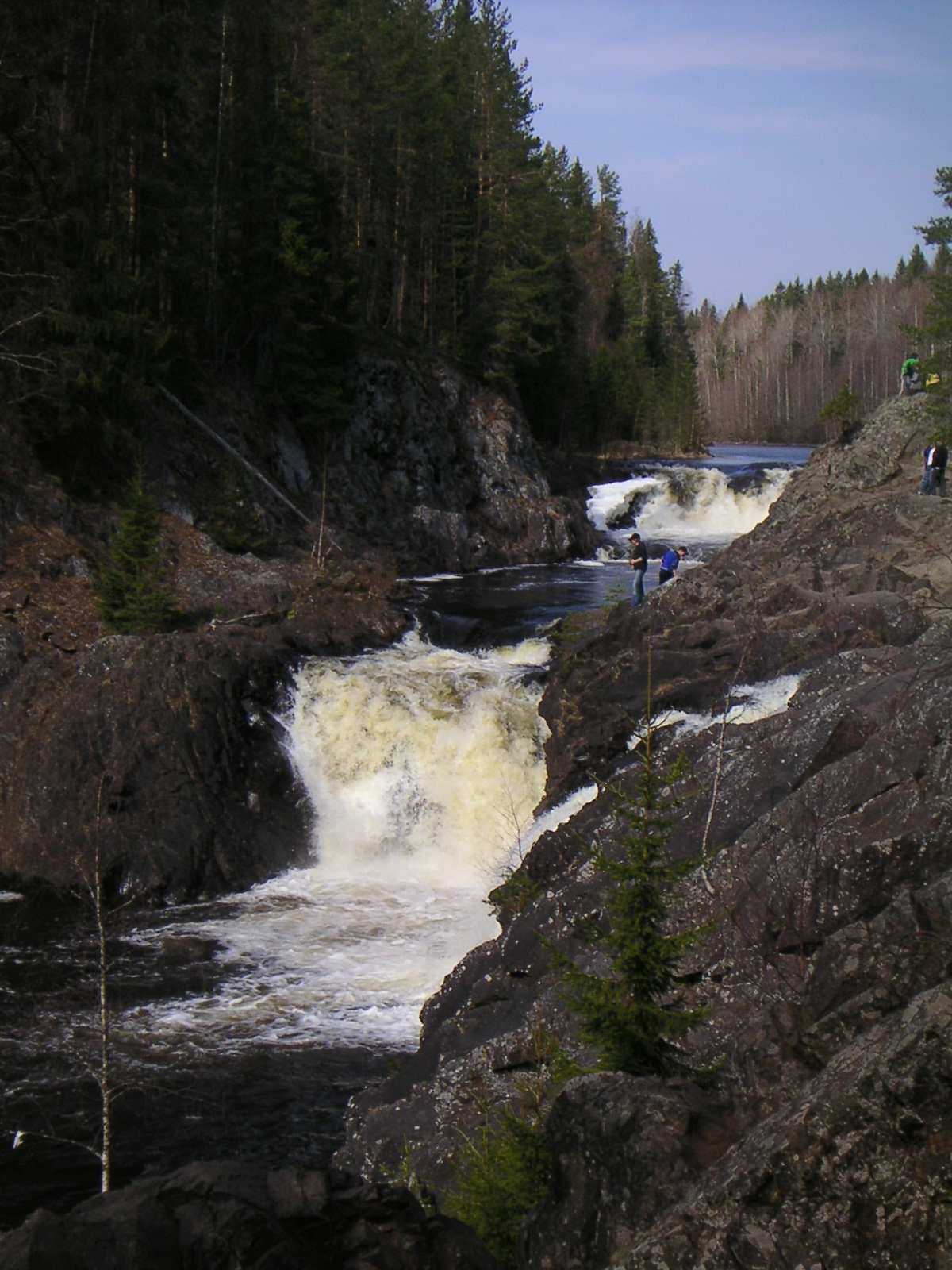
蘇納河上的瀑布

蘇納河是俄羅斯的河流，位於卡累利阿共和國，最終流入奧涅加湖，河道全長280公里，流域面積7,670平方公里，河水主要來自雨水和溶雪，河道上有超過50道急流和瀑布。